# Lithognathus
Lithognathus é um género de peixe da família Sparidae.
Este género contém as seguintes espécies:
- Lithognathus lithognathus
- Lithognathus mormyrus